# Okonkokształtne
Okonkokształtne (Percopsiformes) – rząd małych, słodkowodnych ryb promieniopłetwych (Actinopterygii), obejmujący 12 współcześnie żyjących gatunków. W eocenie reprezentowany był przez wymarłe rodzaje Amphiplaga, Erismatopterus, Lateopisciculus i Massamorichthyss.

## Występowanie
Ameryka Północna.

## Charakterystyka
Kość przedszczękowa (premaxilla) nie wysuwa się podczas rozwierania szczęk. Na kości skrzydłowej zewnętrznej i na kości podniebiennej występują zęby. Płetwy brzuszne, jeśli występują, są położone za płetwami piersiowymi i składają się z 3–8 promieni miękkich. W płetwie grzbietowej większości gatunków występują kolce, zwykle niewielkie. Ciało wielu gatunków jest osłonięte łuską ktenoidalną. Występuje 6 promieni podskrzelowych i 16 rozgałęzionych promieni płetwy ogonowej. Liczba kręgów: 28–35.

## Systematyka
Monofiletyzm Percopsiformes nie został potwierdzony. Ustalenie relacji pokrewieństwa wymaga dalszych badań. Tymczasem przyjmuje się następujący podział rodzin:
Podrząd: Percopsoidei – okonkowce
- Percopsidae – okonkowate

Podrząd: Aphredoderoidei
- Aphredoderidae
- Amblyopsidae („ryby jaskiniowe”)